# Municipio de Prairie (condado de Davis)
Prairie Township es una subdivisión territorial del condado de Davis, Iowa, Estados Unidos. Según el censo de 2020, tiene una población de 395 habitantes.
Es una subdivisión exclusivamente geográfica que se mantiene solo para fines estadísticos, por cuanto el estado de Iowa no utiliza la herramienta de los townships como Gobiernos municipales.

## Geografía
La subdivisión está ubicada en las coordenadas 40°41′33″N 92°13′25″O / 40.69250, -92.22361. Según la Oficina del Censo de los Estados Unidos, tiene una superficie total de 71.56 km², de la cual 71.17 km² corresponden a tierra firme y 0.39 km² están cubiertos de agua.

## Demografía
Según el censo de 2020, hay 395 personas residiendo en la zona. La densidad de población era de 5,62 hab./km². El 95.19 % de los habitantes son blancos, el 0.25 % es afroamericano, el 0.51 % son amerindios,el 0.25 % es de otra raza y el 3.80% son de una mezcla de razas. Del total de la población, el 2.03 % son hispanos o latinos de cualquier raza.